# Scapanus
Scapanus is een geslacht van zoogdieren uit de familie van de mollen (Talpidae). De wetenschappelijke naam van het geslacht werd in 1848 gepubliceerd door Pomel.

## Soorten
Er worden 5 soorten in dit geslacht geplaatst:
- Scapanus anthonyi J. A. Allen, 1893
- Scapanus latimanus (Bachman, 1841) - Californische mol
- Scapanus occultus Grinnell & Swarth, 1912
- Scapanus orarius True, 1896 - West-Amerikaanse mol
- Scapanus townsendii (Bachman, 1839) - Townsendmol